# 理卡德·迪贝克

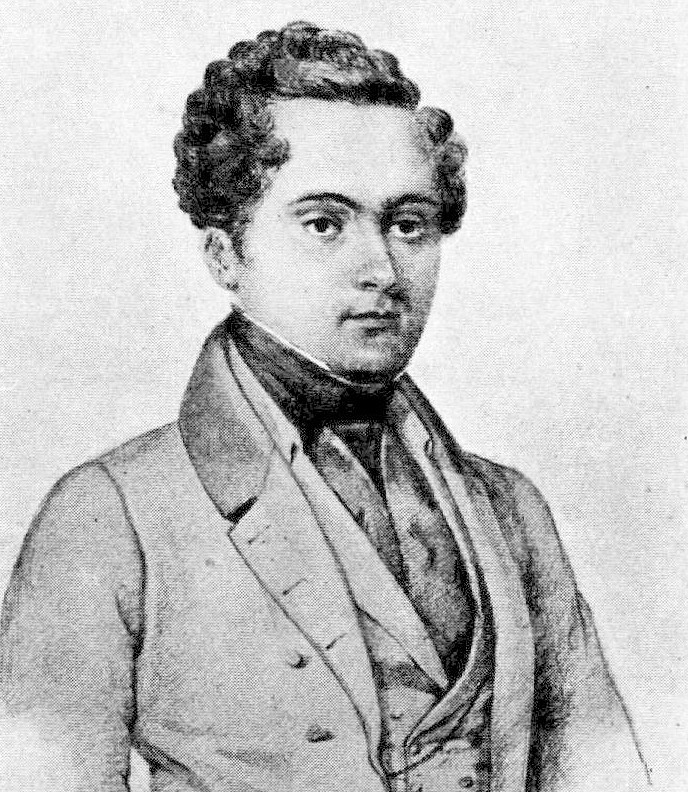

理卡德·迪贝克（瑞典語：Richard Dybeck，1811年9月1日—1877年7月28日），瑞典法学家、考古学家、词作家，瑞典实际上的国歌《你古老，你自由》的歌词作者。
迪贝克是一名牧师的儿子，曾在韦斯特罗斯的文科中学就读，1831年被乌普萨拉大学录取。1834年，迪贝克完成了法律学业，进入斯韦亚上诉法庭工作。随后多年，迪贝克一直在法院系统工作，但最终他将全部精力投入到考古和历史研究。